# Međuopćinska nogometna liga Brčko – Zapad 1987./88.
Međuopćinska nogometna liga Brčko - skupina Zapad je bila liga jedna od dvije međuopćinske lige "Međuopćinskog nogometnog saveza Brčko" i liga šestog stupnja nogometnog prvenstva Jugoslavije u sezoni 1987./88. 
 
Sudjelovalo je 12 klubova, a prvak je bio klub "Proleter" iz Oštre Luke. 

## Ljestvica
| mj. | klub                     | ut. | pob. | ner. | por. | gol+ | gol- | bod     |
| --- | ------------------------ | --- | ---- | ---- | ---- | ---- | ---- | ------- |
| 1.  | Proleter Oštra Luka      | 22  | 15   | 3    | 4    | 61   | 28   | 33      |
| 2.  | Zadrugar Skugrić Gornji  | 22  | 14   | 5    | 3    | 63   | 33   | 33      |
| 3.  | Korpar Grebnice          | 22  | 13   | 3    | 6    | 47   | 23   | 29      |
| 4.  | Mladost Vidovice         | 22  | 11   | 5    | 6    | 43   | 30   | 27      |
| 5.  | Mladost Domaljevac       | 22  | 10   | 6    | 6    | 43   | 30   | 26      |
| 6.  | Mladost Donja Slatina    | 22  | 9    | 4    | 9    | 43   | 55   | 22      |
| 7.  | Sloga Tursinovac         | 22  | 9    | 3    | 10   | 48   | 46   | 21      |
| 8.  | Sloga Srednja Slatina    | 22  | 8    | 3    | 11   | 48   | 54   | 19      |
| 9.  | Mladost Gorice           | 22  | 6    | 5    | 11   | 25   | 44   | 17      |
| 10. | Jedinstvo Vučkovci       | 22  | 7    | 1    | 14   | 42   | 61   | 15      |
| 11. | Posavina Ulice           | 22  | 5    | 4    | 13   | 38   | 61   | 10 (-4) |
| 12. | Crvena zvijezda Obudovac | 22  | 2    | 4    | 16   | 25   | 60   | 8       |

- Tursinovac - mjesna zajednica naselja Tišina

## Rezultatska križaljka
| kratica | klub                     | CRVZ | JED | KOR | MLAD | MLADS | MLAG | MLAV | POS | PRO | SLOSS | SLOT | ZAD |
| --- | ------------------------ | ---- | --- | --- | ---- | ----- | ---- | ---- | --- | --- | ----- | ---- | --- |
| CRVZ | Crvena zvijezda Obudovac |      |     |     |      |       |      |      |     |     |       |      |     |
| JED | Jedinstvo Vučkovci       |      |     |     |      |       |      |      |     |     |       |      |     |
| KOR | Korpar Grebnice          |      |     |     |      |       |      |      |     |     |       |      |     |
| MLAD | Mladost Domaljevac       |      |     |     |      |       |      |      |     |     |       |      |     |
| MLADS | Mladost Donja Slatina    |      |     |     |      |       |      |      |     |     |       |      |     |
| MLAG | Mladost Gorice           |      |     |     |      |       |      |      |     |     |       |      |     |
| MLAV | Mladost Vidovice         |      |     |     |      |       |      |      |     |     |       |      |     |
| POS | Posavina Ulice           |      |     |     |      |       |      |      |     |     |       |      |     |
| PRO | Proleter Oštra Luka      |      |     |     |      |       |      |      |     |     |       |      |     |
| SLOSS | Sloga Srednja Slatina    |      |     |     |      |       |      |      |     |     |       |      |     |
| SLOT | Sloga Tursinovac         |      |     |     |      |       |      |      |     |     |       |      |     |
| ZAD | Zadrugar Skugrić Gornji  |      |     |     |      |       |      |      |     |     |       |      |     |
| |                          |      |     |     |      |       |      |      |     |     |       |      |     |
| podebljan rezultat - utakmice od 1. do 11. kola (1. utakmica između klubova) rezultat normalne debljine - utakmice od 12. do 22. kola (2. utakmica između klubova) rezultat nakošen - nije vidljiv redoslijed odigravanja međusobnih utakmica iz dostupnih izvora rezultat nakošen i smanjen * - iz dostupnih izvora nije uočljiv domaćin susreta prekrižen rezultat - poništena ili brisana utakmica p - utakmica prekinuta 3:0 p.f. / 0:3 p.f. - rezultat 3:0 bez borbe n.i. - nije igrano |                          |      |     |     |      |       |      |      |     |     |       |      |     |

 Izvori: 